# كولين فلافي
كولين فلافي (بالإنجليزية: Colin Falvey) (20 يونيو 1985 بكورك في جمهورية أيرلندا - ) هو لاعب كرة قدم أيرلندي في مركز الدفاع. لعب مع تشارلستون بيتري وكوبه رامبلرز ‏ وساوثرن يونايتد ونادي كيرلا بلاستيرز وManawatu United ‏ وWilmington Hammerheads FC ‏ وKilkenny City A.F.C. ‏ وإندي إليفن وأوتاوا فيوري.